# México durante la Primera Guerra Mundial

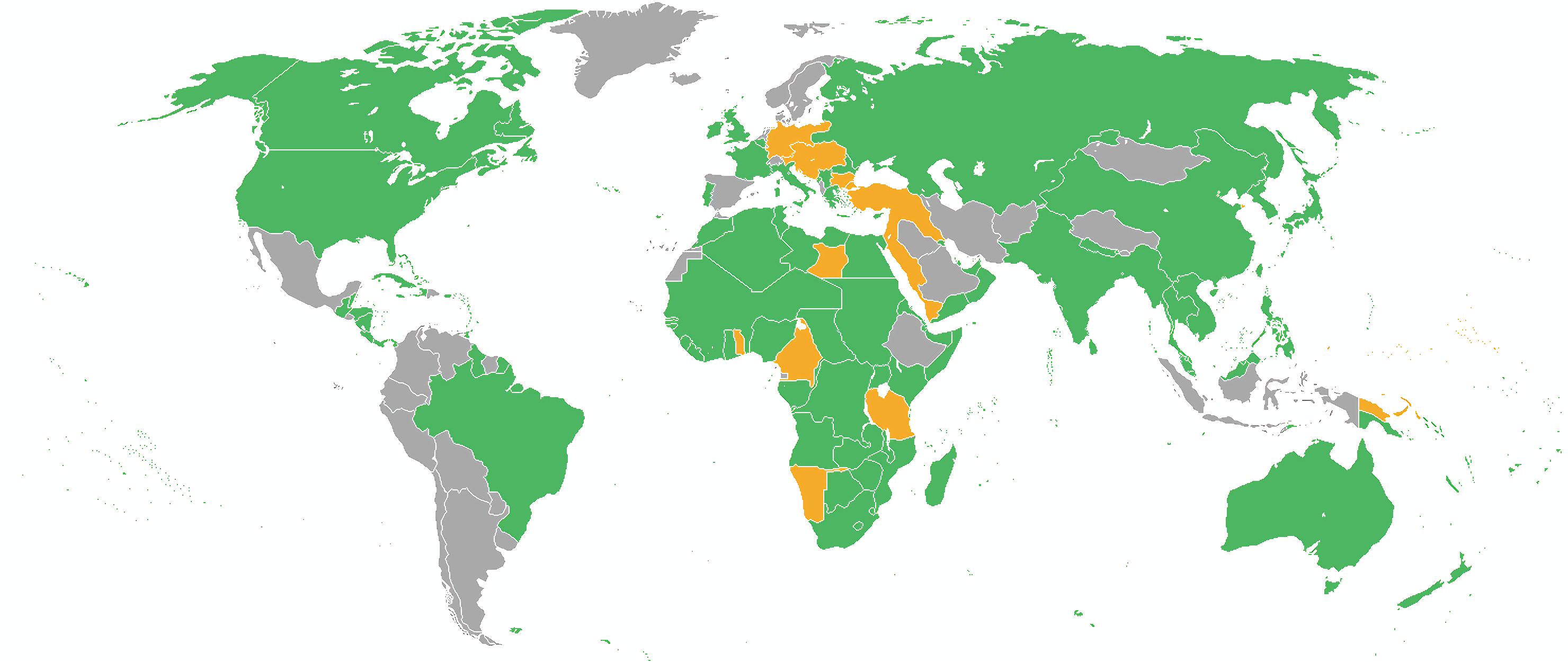
Los participantes en la Primera Guerra Mundial. Aquellos que lucharon junto a los Aliados están en verde, las Potencias centrales en naranja, y los países neutrales en gris.

El principal rol de México en la Primera Guerra Mundial fue su relación con el Imperio Alemán a través del telegrama Zimmermann y como gracias a este telegrama provocaría la entrada de Estados Unidos en la guerra en Europa; sin embargo México también desempeñó un mayor papel en la guerra pese a su neutralidad.
La Primera Guerra Mundial o la «Gran Guerra» como se le denominó en su tiempo, fue el mayor conflicto en la historia de la humanidad hasta el momento; un conflicto regional que desataría 40 años de odio contenido entre las potencias europeas hasta llegar a que el motivo original de la contienda se ensombrece al vivir 4 años en la lluvia de artillería por sus motivos.
El plan de los británicos, francés y rusos era que la guerra se concentrara únicamente en Europa; pero los alemanes tenían varias estrategias, desde el plan Schilieffen para rápidamente eliminara a Francia de la contienda, Rusia tardaría mucho en poder reunir todo su poderío por lo que pasaría a segundo plano y el más peligroso de sus rivales, Reino Unido. El plan alemán consistía en llevar esta contienda a todo el mundo con el objetivo de apartar tropas y recursos fuera de Europa con dirección a sus colonias, creando conflicto a escala mundial como se le conoce.
Al ser una guerra de carácter mundial, todos los continentes fueron parte; África con los combates en contra de los alemanes en Camerún, Tanzania, Togo, Ruanda, etc. Asia, y Oceanía, donde los japoneses y británicos tomaron las colonias alemanas en el pacífico de Papúa Nueva Guinea, Islas Salomón, carolinas y marianas. Ninguna hubo región no fue afectada de alguna forma. América sería un caso particular, ya que los países en esta zona no estaban interesados por ninguna de las potencias europeas; tras ganar sus independencias en el siglo XIX; pero no les impediría ser influenciados por políticas económicas y sociales provenientes de Europa. Argentina y Brasil, al ser de las mayores naciones sudamericanas verían un incremento en sus economías, y Chile, al igual que con el caso argentino, un incremento en su población de origen europeo, principalmente de naciones como Alemania, Italia, España, etc. Debido a esto, las opiniones de estas naciones a estas potencias importan mucho, al incrementarse las tensiones ya entrando el siglo XX.
Pero a diferencias de estas naciones que jugarían un papel principalmente económico, no se comparan con la situación única que tuvo México. Al estar ubicado geográficamente a lado de Estados Unidos y con una abundancia de recursos, particularmente el petróleo, no fue sorpresa que todos quisieran una parte del potencial que la nación azteca les podía aportar de manera significativa. Hay que entender cómo estas naciones venían a México; durante el Porfiriato, los mejores socios económicos de las políticas económicas de Porfirio Díaz eran el Reino Unido, Francia y los Estados Unidos, donde se les permitiría explotar los recursos con permiso de las élites porfirista y es aquí donde entra un nuevo personaje a la contienda, Alemania.  

## Relación con el Imperio Alemán

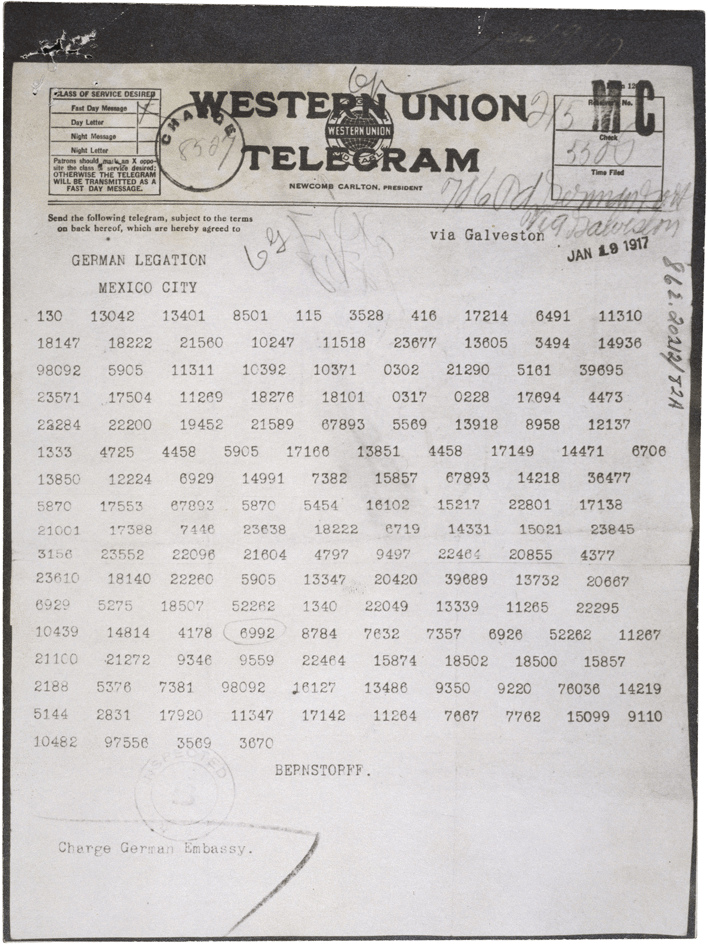
El telegrama Zimmermann tal y como fue enviado por el embajador alemán en Washington D. C. al embajador en México. Cada palabra cifrada fue enviada en un grupo de cuatro o cinco números, usando un libro de códigos.

La masa hirviente, bestial de la humanidad que ve uno aquí o en China acaba con el último resto que pudiera yo conservar de una creencia en la inmortalidad del alma. Enfrentada a esta masa de gente nauseabunda o apenas superior a los más bajos animales, la posibilidad de una vida después de esta sólo puede ser la base de un renovado horror. Ministro Alemán en México, Edmund Von Heyking
El Imperio Alemán; al ser una nación naciente; se necesitan recursos y dinero, y gran parte del mundo ya se encontraba bajo el control de Reino Unido y Francia en Asia y África, pero América es una tierra donde solo hay rival y ese es Estados Unidos. Bajo las órdenes de Díaz el crecimiento de la nación había comenzado, y los principales grupos de inversores serían británicos y franceses, dando paso un crecimiento en importante a provenientes de estas naciones; con ese crecimiento, Alemania vería una oportunidad para mezclarse con los intereses de ellos; con la llegada del Banco Alemán y varias organizaciones intentando robar a los británicos de la atención del gobierno mexicano; pero esta acción no sería como se lo esperaban, ya que los británicos se darían cuenta que no podrían detener a Alemania tanto en América como europea por lo que delegarían sus negocios a los Estados Unidos para fueran ellos lo que se encargarán de mantener a Alemania fuera de los negocios con el mercado mexicano y tampoco ayudó que a Díaz no le agradaba la presencia alemana en los negocios nacionales. Este contratiempo no evitaría que Alemania se metiera en los asuntos de México, quizá en los negocios sería imposible, pero con la guerra en el horizonte y la revolución en sus primeros pasos, uno de los sectores más gratificantes en Alemania y lo largo de su historia de orgullo prusiano, el ejército.
El orgullo prusiano ha sido vital para el crecimiento alemán, ese sentimiento aún se mantiene en nuestros días, pero para la generación que vio nacer a Alemania, ese orgullo los llevó a superar a todos los reinos germánicos y unirlos bajo una sola bandera; ahora tiene que demostrar que no fue casualidad sus victorias por lo que ahora tienen que establecer una hegemonía no solo en Europa si no en todo el mundo, México sería la oportunidad perfecta para este crecimiento; si no en los no funciona, la inclusión alemana sería mediante el ejército; Díaz siempre le puso importancia a la formación de un ejército más profesional con el objetivo de eliminar a las milicias que se encontraban en el país, con esto el armamento de un nuevo ejército llegaría a buscar un proveedor de nuevas armas y el primero en levantar la mano para armar a México sería Alemania, pero a pesar del interés de Berlín, no existía una confianza suficiente antes de la guerra; por lo que le mandaría fusiles no tan modernos y en ocasiones hasta defectuosos al no creer que fueran capaces de manejar los rifles más modernos; lo curioso sería que varias patentes de armas mexicanas llegaría a la triple alianza para ser producidas, siendo el ejemplo más claro el rifle Mondragón.

Mapa del territorio mexicano en 1917 (verde oscuro), mostrando el territorio prometido a México en el telegrama Zimmermann en verde claro. La línea roja muestra la frontera mexicana antes de la anexión de las provincias norteñas por EE. UU.

Para cuando la revolución estalló Alemania se encontraba con sentimientos mixtos, desde Europa; la revolución era vista como un evento no antes visto. Una nación que se sumergía en violencia y crimen para ganar poder político, desde Alemania solo veían a salvajes peleándose entre ellos. Pero esto les abriría las puertas para una oportunidad inigualable; debido a la posición cerca con Estados Unidos era inevitable que se metieran en la revolución por lo que al igual que todas la potencias europeas apoyaban cualquier medida que aquel país aplicara en México, esto para inclinarlo al mismo bando que su país vecino; para Alemania esto era parte del plan; en algún punto de la guerra por cualquier motivo, los Estados Unidos se meterían, una potencia de su calibre no estaría fuera del combate por mucho tiempo por lo que se aplicaría lo que Alemania más apoyaría al ejército mexicano que armamento; la disciplina, varios instructores militares viajarían a México para entrenar a las fuerzas armadas y si algo destaca de la tradición prusiana es el control y disciplina que el ejército otorga a estos soldados; estos oficiales entrenarían al ejército por meses antes del estallido de la revolución con el pensamiento que un día este ejército pueda atacar Estados Unidos si la política alemana y mexicana aceptarán; pero debido a la revolución esos planes se estacarían hasta 1917, donde el famoso telegrama Zimmerman insistirían atacar Estados Unidos por el sur y de esta forma sacar provecho del entrenamiento para tener algún éxito ya que la mentalidad alemana no veía con buenos ojos al mexicano al que consideraba inferior, pero no sucedido nada ya que Carranza rechazaría la oferta y Estados Unidos recibiría por parte de Reino Unido el telegrama, dando su entrada oficial a la guerra por parte de la entente en abril de ese mismo año.
Existían 2 planes; uno oficial y no que todavía no se puede comprobar su veracidad. Empecemos con el segundo; supuestamente encabezado por Félix Sommerfeld; traficante de armas para los revolucionarios y agente del servicio secreto alemán para la marina y mediante las conexiones entre él y villa, se podría lanzar ataques a Estados Unidos y provocar un conflicto entre ambas naciones y junto a negociaciones con Japón, una invasión del sur y oeste de Estados Unidos con fuerzas de ambas naciones. El único problema de esto es que Japón no podía lanzar un ataque de esta magnitud en este periodo, el gobierno alemán no están al tanto de esto pero esperaba aprovechar cualquier situación cómo está y a pesar de tener contactos en el ejército mexicano; las buenas relaciones entre Carranza y Wilson llevarían al reconocimiento de Carranza como presidente de México y la viabilidad de este plan moriría por completo con el telegrama Zimmerman y el primer plan en donde su hay evidencia histórica sería en el plan de San Diego en el cual con el apoyo alemán, varios mexicano-estadounidenses encabezarían un levantamiento armado en toda Texas para provocar un caos controlado para forzar a Wilson a involucrarse en México; este plan tenía sus méritos pero fue fácilmente suprimido ya que solo hubo 9 involucrados en todo en el plan.

## Relación con los Estados Unidos

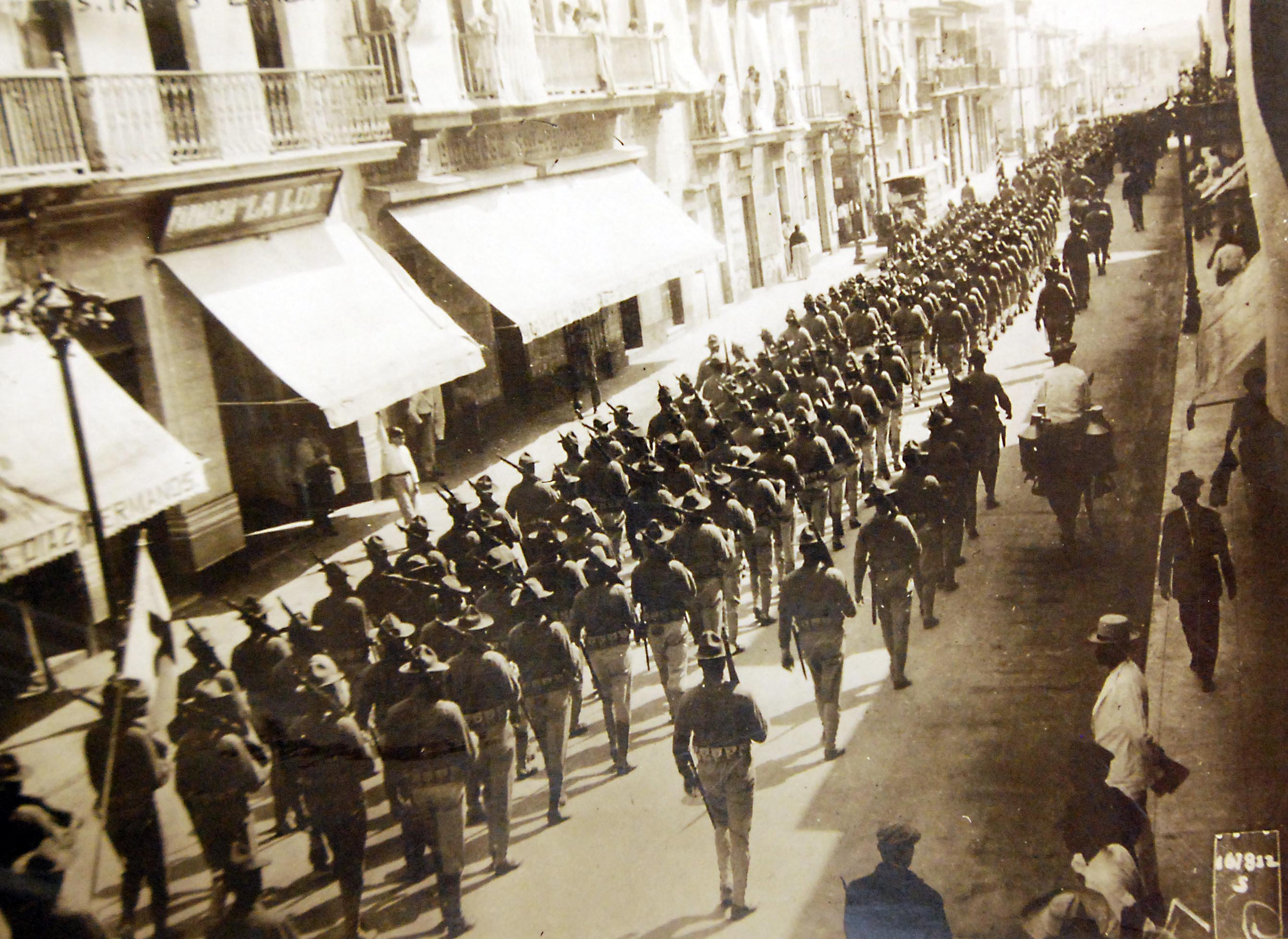
Tropas estadounidenses entran en Veracruz en 1914.

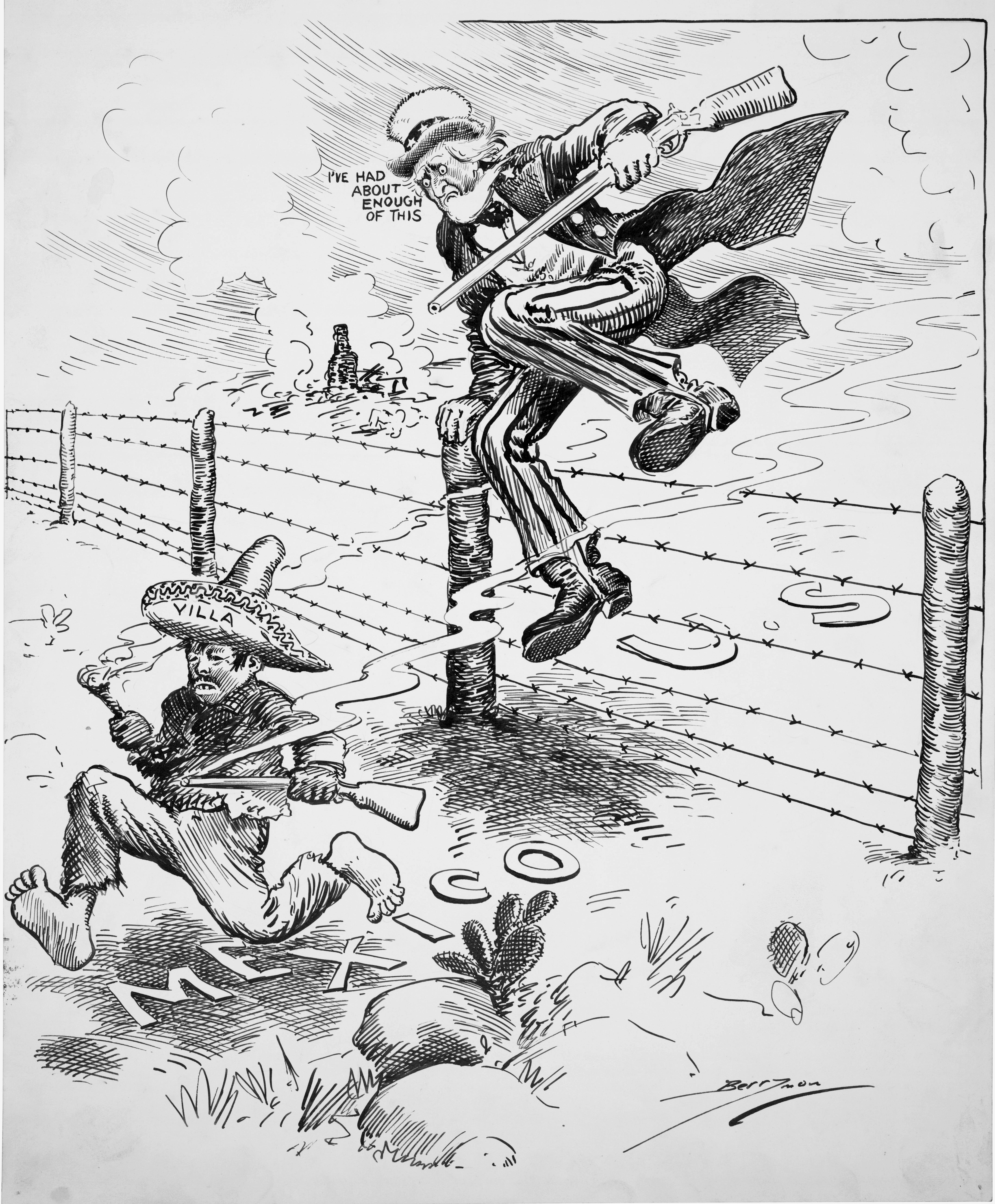
Caricatura de 1916. "Ya tengo bastante de esto". El Tío Sam saltando la valla fronteriza con México para perseguir a Pancho Villa.

La neutralidad de México en la llamada Gran Guerra reflejó la hostilidad hacia los Estados Unidos, esto se debía a severas intervenciones por parte de los estadounidenses en sus asuntos internos. En febrero de 1913, Victoriano Huerta conspiró con el embajador estadounidense Henry Lane Wilson para expulsar a Francisco I. Madero de la presidencia de México. El golpe de estado fue lo que culminó la violencia en la Ciudad de México, conocida como la decena Trágica, en los últimos días de la presidencia de William Howard Taft. El presidente Woodrow Wilson también dirigió la invasión de Veracruz en 1914, con un resultado de la muerte de 170 soldados de México y un número desconocido de civiles.
La relación entre Woodrow Wilson y Venustiano Carranza, cuya posición política se había visto favorecida por el reconocimiento de Estados Unidos en octubre de 1915, permitiendo a Estados Unidos la venta de armas a la facción Carranza contra su principal rival, Pancho Villa, que fue inicialmente cordial. Villa tomó represalias contra los Estados Unidos, atacando a Columbus, Nuevo México en 1916. Wilson envió al General de Ejército estadounidense John J. Pershing a México para una acción punitiva para capturar a Villa. La Expedición de Villa del Pancho fue un fracaso, ya que Villa eludió a las fuerzas estadounidenses. Carranza, un fuerte nacionalista, afirmó la soberanía de México y ordenó la salida del ejército estadounidense. Los intereses de Estados Unidos fueron amenazados por la proclamación de la Constitución mexicana de 1917 y México estaba en constante amenaza de ser invadido por los Estados Unidos.

## Grado de participación en la guerra
Los siguientes hechos marcaron la participación de México en la Gran Guerra.
- El gobierno de Carranza fue reconocido de jure por Alemania a principios de 1917 y por los Estados Unidos el 31 de agosto de 1917, este último como consecuencia del telegrama Zimmermann en un esfuerzo para garantizar la neutralidad de México en la Gran Guerra.[7][8] Después de la ocupación de Estados Unidos de Veracruz en 1914, México no participaría con los Estados Unidos en la Gran Guerra, por lo que garantizar la neutralidad mexicana fue la mejor decisión que los Estados Unidos podrían esperar.[2]
- Carranza otorgó garantías a las compañías alemanas para mantener sus operaciones abiertas, específicamente en Ciudad de México, pero al mismo tiempo estaba vendiendo petróleo a la flota británica.[9] De hecho, el 75 por ciento del combustible utilizado por la flota británica vino de México.[6][10]
- Carranza rechazó la propuesta de una alianza militar con Alemania, hecha a través del Zimmermann Telegrama, y al mismo tiempo pudo evitar una invasión militar permanente de los Estados Unidos, el cual quería tomar el control del Istmo de Tehuantepec y los campos petroleros de Tampico.[5][11][12] México producía 55 millones de barriles de petróleo.Como el 75 por ciento del combustible utilizado por la flota británica provenía de México, Carranza dio la orden de destruir y prender fuego a los campos de petróleo en caso de una invasión estadounidense.[12][13]
- Las tropas de Carranza se enfrentaron y derrotaron a la Expedición punitiva contra Francisco Villa de John J. Pershing en la Batalla de El Carrizal. El general Pershing estaba furioso por este resultado y pidió permiso para atacar a la guarnición Carrancista en Chihuahua. El presidente Wilson, temiendo que tal ataque provocara una guerra a gran escala con México, se negó. La Batalla de Carrizal marcó el final de la expedición punitiva.